# Nastri d'argento 1995
La 50ª edizione dei Nastri d'argento si è svolta il 18 marzo 1995 a Roma.

## Vincitori e candidati
I vincitori sono indicati in grassetto, a seguire gli altri candidati.

### Regista del miglior film italiano
- Gianni Amelio - Lamerica
- Carlo Mazzacurati - Il toro
- Giuseppe Tornatore - Una pura formalità
- Francesca Archibugi - Con gli occhi chiusi
- Alessandro D'Alatri - Senza pelle

### Migliore regista esordiente italiano
- Paolo Virzì - La bella vita
- Enzo Monteleone - La vera vita di Antonio H.
- Simona Izzo - Maniaci sentimentali
- Massimo Martella - Il tuffo
- Renzo Martinelli - Sarahsarà

### Miglior produttore
- Mario Cecchi Gori e Vittorio Cecchi Gori - Lamerica, Il toro, Una pura formalità, Il postino
- Marco Valsania e Marco Poccioni - Senza pelle
- Maurizio Tedesco - Il giudice ragazzino
- Tommaso Dazzi - Barnabo delle montagne
- Fulvio Lucisano e Leo Pescarolo - Con gli occhi chiusi

### Miglior soggetto
- Alessandro Benvenuti, Ugo Chiti e Nicola Zavagli - Belle al bar
- Piero Natoli - Ladri di cinema
- Giuseppe Tornatore - Una pura formalità
- Carlo Mazzacurati, Stefano Rulli, Umberto Contarello e Sandro Petraglia - Il toro

### Migliore sceneggiatura
- Alessandro D'Alatri - Senza pelle
- Simona Izzo e Graziano Diana - Maniaci sentimentali
- Gianni Amelio, Alessandro Sermoneta ed Andrea Porporati - Lamerica
- Andrea Purgatori ed Ugo Pirro - Il giudice ragazzino
- Paolo Virzì e Francesco Bruni - La bella vita

### Migliore attrice protagonista
- Sabrina Ferilli - La bella vita
- Asia Argento - Perdiamoci di vista
- Anna Galiena - Senza pelle
- Sabina Guzzanti - Troppo sole
- Eva Robin's - Belle al bar

### Migliore attore protagonista
- Alessandro Haber - La vera vita di Antonio H.
- Kim Rossi Stuart - Senza pelle
- Enrico Lo Verso - Lamerica
- Massimo Ghini - Senza pelle
- Giulio Scarpati - Il giudice ragazzino

### Migliore attrice non protagonista
- Virna Lisi - La regina Margot
- Alessia Fugardi - Con gli occhi chiusi
- Chiara Caselli - OcchioPinocchio
- Giuliana De Sio - La vera vita di Antonio H.
- Giovanna Ralli - Tutti gli anni una volta l'anno

### Migliore attore non protagonista
- Marco Messeri - Con gli occhi chiusi
- Roberto Citran - Il toro
- Leopoldo Trieste - Il giudice ragazzino
- Renato Carpentieri - Il giudice ragazzino
- Andrea Brambilla - Belle al bar

### Migliore colonna sonora
- Luis Bacalov - Il postino
- Nicola Piovani - La teta y la luna
- Ivano Fossati - Il toro
- Alfredo Lacosegliaz e Moni Ovadia - Senza pelle
- Franco Piersanti - Lamerica

### Migliore fotografia
- Luca Bigazzi - Lamerica
- Franco Di Giacomo - Il postino
- Blasco Giurato - Una pura formalità
- Vincenzo Marano - Barnabo delle montagne
- Ennio Guarnieri - Storia di una capinera

### Migliore scenografia
- Dante Ferretti - Intervista col vampiro (Interview with the Vampire: The Vampire Chronicles)
- Antonello Geleng - Dellamorte Dellamore
- Giantito Burchiellaro - Storia di una capinera
- Andrea Crisanti - Una pura formalità
- Davide Bassan - Con gli occhi chiusi

### Migliori costumi
- Piero Tosi - Storia di una capinera
- Enrico Sabbatini - Genesi: La creazione e il diluvio
- Maurizio Millenotti - Dellamorte Dellamore
- Grazia Colombini - Troppo sole
- Paola Marchesin - Con gli occhi chiusi

### Migliori doppiaggi femminile e maschile
- Emanuela Rossi - per la voce di Debra Winger in Viaggio in Inghilterra (Shadowlands)
- Carlo Valli - per la voce della Robin Williams in Mrs. Doubtfire - Mammo per sempre (Mrs. Doubtfire)

### Regista del miglior cortometraggio
- Giuseppe Gandini - Mito della realtà

### Miglior produttore di cortometraggi
- Filmalpha di Marco Gallo

### Regista del miglior film straniero
- James Ivory - Quel che resta del giorno (The Remains of the Day)
- Steven Spielberg - Schindler's List - La lista di Schindler
- Nikita Sergeevič Michalkov - Sole ingannatore (Utomlyonnye solntsem)
- Milčo Mančevski - Prima della pioggia (Pred doždot)
- Quentin Tarantino - Pulp Fiction

### Nastro d'argento europeo
- Alain Resnais - Smoking/No Smoking
- Kenneth Branagh - Frankenstein di Mary Shelley (Mary Shelley's Frankenstein)
- Neil Jordan - Intervista col vampiro (Interview with the Vampire: The Vampire Chronicles)
- Jim Sheridan - Nel nome del padre (In the Name of the Father)
- Louis Malle - Vanya sulla 42esima strada (Vanya on 42nd Street)